# Лесь, Роман
Роман Юзеф Лесь (пол. Roman Józef Leś; 10 апреля 1924, Циранка – 5 января 1988, Варшава) — польский офицер, полковник вооружённых сил ПНР, участник Второй мировой войны, функционер армейских политорганов и ветеранских организаций. В противостоянии правящей компартии ПОРП с профсоюзом Солидарность стоял на позициях «партийного бетона». При военном положении 1981—1983 – член Военного совета национального спасения.

## Военная служба
Родился в крестьянской семье (с 1973 селение Циранка включено в город Мелец). В 1943 вступил в ряды 1-ю Варшавскую пехотную дивизию имени Тадеуша Костюшко. Дивизия формировалась польскими коммунистами в СССР, этим определилась политическая ориентация Романа Леся. Службу начинал наводчиком станкового пулемёта в стрелковом полку. Участвовал боях, был ранен в битве под Ленино, дошёл в войне до Берлина. 
В сентябре 1946 Роман Лесь вступил в коммунистическую ППР, с 1948 – член правящей компартии ПОРП. Участвовал в подавлении антикоммунистической оппозиции в Белостокском воеводстве. Продвигался по линии армейских политорганов, возглавлял отдел в Главном политико-просветительском управления (с 1950 – Главное политуправление) Народного Войска Польского. Служил интендантом в горнострелковых и инженерно-строительных войсках. С 1956 – в звании полковника. 
В 1962 окончил юридический факультет Варшавского университета. Получил учёную степень доктора экономических наук. С 1964 по 1975 служил в Военно-политической академии имени Феликса Дзержинского – сначала интендантом, потом старшим преподавателем на факультете военной экономики. В 1975 уволен в запас. Состоял в руководящих органах партийно-ветеранского Союза борцов за свободу и демократию и аффилированной с военным министерством Лиги национальной обороны.

## Союз и WRON
Идеологически и политически Роман Лесь стоял на позициях «партийного бетона» – ортодоксального марксизма-ленинизма и сталинизма, полновластия ПОРП, военно-политического союза с СССР. Был непримиримым противником профсоюза Солидарность. 
В феврале 1981 Лесь возглавил Союз бывших профессиональных солдат (ZBŻZ) – организацию армейских ветеранов, офицеров запаса, военных пенсионеров, созданную при участии министерства национальной обороны ПНР. В уставных документах говорилось о «служении социализму», «популяризации постановлений ЦК ПОРП», «укреплении интернациональных связей с Советской армией». В руководстве ZBŻZ участвовали заместитель министра обороны  генерал Тучапский и начальник Главного политуправления генерал Барыла.
13 декабря 1981 в Польше было введено военное положение. Власть перешла к Военному совету национального спасения (WRON) — внеконституционному органу власти во главе с первым секретарём ЦК ПОРП, премьер-министром и министром обороны ПНР генералом Ярузельским. Среди членов WRON были генералы Тучапский и Барыла. В состав WRON был включён и полковник запаса Лесь. Он не принадлежал ни к влиятельным руководителям (подобно генералам Тучапскому и Барыле), ни даже к «второму ряду», тем более не состоял в неформальной «Директории Ярузельского». Однако Лесь рассматривался как представитель-координатор военных пенсионеров и ветеранов-силовиков – значимой категории сторонников «партийного бетона» и военного режима. (Западногерманское издание Der Spiegel характеризовало ZBŻZ как «шовинистическую и антисемитскую» организацию – хотя националистические и ксенофобские мотивы в этой структуре не были значимы, враждебность проявлялась к «Солидарности» и другим «антисоциалистическим силам».) Лесь занимался одним из направлений кадровой политики WRON: привлечением отставных силовиков в административные структуры.

## Депутатство и кончина
После отмены военного положения 22 июля 1983 Роман Лесь продолжал возглавлять ZBŻZ. В 1985 был избран в сейм ПНР, состоял в депутатском клубе ПОРП, был заместителем председателя комиссии по жалобам и ходатайствам. Скончался в возрасте 63 лет. 
Деятельность ZBŻZ продолжалась. В Третьей Речи Посполитой организация преобразовалась в Союз солдат Войска Польского (ZŻWP), приняла новые социально-политические реалии и новую военную доктрину, предполагающую членство Польши в НАТО. Основные задачи ZŻWP – социальное обеспечение военных ветеранов и поддержание польских военных традиций. В текстах организации Роман Лесь упоминается как первый председатель.